# Oľšavica
Oľšavica (bis 1927 slowakisch „Olšavica“; deutsch Olschau, auch Olschawitz, ungarisch Nagyolsva – bis 1902 Olsavica) ist eine Gemeinde in der Ostslowakei östlich von Levoča gelegen.

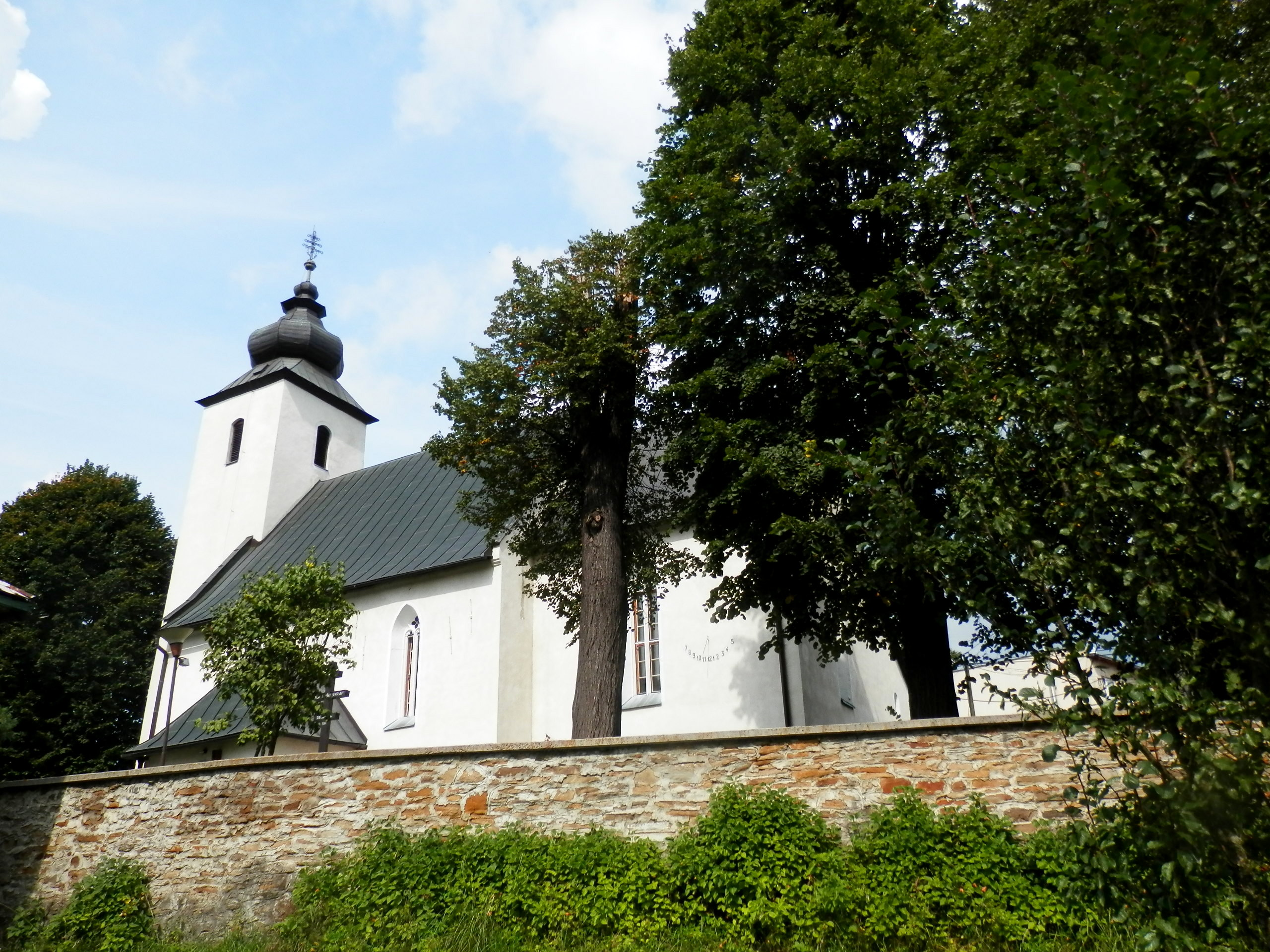
Kirche

Sie wurde 1300 zum ersten Mal schriftlich erwähnt und besteht aus dem Hauptort Oľšavica (Olschau) und dem 1913 eingemeindeten Ort Podproč (Latzenbach oder Podprotsch).

## Bevölkerung
| Jahr                | 1994 | 2004    | 2014     | 2024     |
| ------------------- | ---- | ------- | -------- | -------- |
| Anzahl der Personen | 343  | 312     | 275      | 232      |
| Unterschied         |      | −9,03 % | −11,85 % | −15,63 % |

| Jahr                | 2023 | 2024    |
| ------------------- | ---- | ------- |
| Anzahl der Personen | 236  | 232     |
| Unterschied         |      | −1,69 % |